# Seni Pramoj

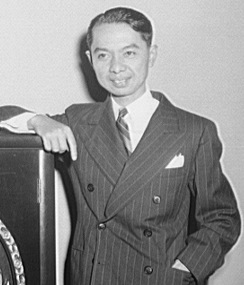
Seni Pramoj (1944)

Mom Rajawongse Seni Pramoj (thailändisch หม่อมราชวงศ์เสนีย์ ปราโมช, RTGS Mom Ratchawong Seni Pramot [sěːniː praːmôːt]; * 20. Mai 1905 in Bangkok; †  28. Juli 1997 ebenda) war ein thailändischer Jurist, Diplomat und Politiker. Als thailändischer Botschafter in den Vereinigten Staaten war er während des Zweiten Weltkriegs Kopf der Seri-Thai-Bewegung, die gegen die Kollaboration Thailands mit Japan kämpfte. Seni war dreimal kurzzeitig Premierminister von Thailand: von September 1945 bis Januar 1946, von Februar bis März 1975 sowie von April bis Oktober 1976. Von 1968 bis 1979 war er Vorsitzender der Demokratischen Partei Thailands.

## Leben und Karriere

### Familie

Seni Pramoj mit seiner Familie (1957 oder früher)

Seni Pramoj war Sohn von Prinz Kamrob, seine Mutter war Mom Daeng Bunnag. Kukrit Pramoj war sein Bruder. Er war ein Urenkel von König Rama II. (Phra Phuttaloetla). Sein Titel Mom Rajawongse trägt der Abstammung aus der königlichen Familie Rechnung.
Er heiratete 1931 Usana Salikupt. Die beiden hatten zwei Söhne – Seri (1933–1994; Politiker) und Usni (1934–2017: Militärjurist, Manager des Kronvermögens, Mitglied des Kronrats, Violinist und Komponist) sowie eine Tochter, Niyana (* 1941).

### Bildung und Justizkarriere
Seine Ausbildung erhielt Seni an der Rajini-Schule, dem Assumption-College, der Debsirin-Schule sowie der Suankularb-Wittayalai-Schule. Er ging dann nach Großbritannien, wo er seine Studien am Trent College in Nottingham und von 1925 bis 1928 am Worcester College der Universität von Oxford fortsetzte. Hier machte er seinen Bachelor-Abschluss in Rechtswissenschaft. Anschließend bereitete er sich ein Jahr auf die Rechtsanwaltsprüfung (Barrister) an der Londoner Anwaltskammer Gray’s Inn vor, die er mit der Bestnote (first-class honours) bestand und für die er einen Preis von 300 Guinee erhielt.
Nachdem er nach Thailand zurückgekehrt war, durchlief er die Schule der thailändischen Rechtsanwaltskammer. Nach einer Ausbildungszeit von sechs Monaten am Obersten Gerichtshof des Landes wurde er Zivilrichter. Später wurde er als Richter an den Obersten Gerichtshof und an das Berufungsgericht berufen.

### Botschafter in den USA und Seri Thai
Später wurde Seni in das Außenministerium berufen und im Juni 1940 als Botschafter in die USA entsandt. Er hatte dort während des Zweiten Weltkriegs die autoritäre Regierung Plaek Phibunsongkhrams zu repräsentieren, die mit den Achsenmächten sympathisierte, jedoch zunächst offiziell neutral blieb. Als Japan im Dezember 1941 mit einer Invasion Thailands drohte, sah sich die thailändische Regierung jedoch gezwungen, den USA und Großbritannien den Krieg zu erklären. Seni weigerte sich allerdings, die Kriegserklärung an die USA zu überbringen, da er sie aufgrund der fehlenden Unterschrift Pridi Phanomyongs für ungültig erachtete. Pridi war damals einer der drei Regentschaftsräte, die den noch minderjährigen König Ananda Mahidol als Staatsoberhaupt vertraten.
Seni baute von Washington aus die Seri-Thai-Bewegung („Freies Thailand“) auf, die gegen die faktische japanische Besetzung Thailands kämpfte und die Alliierten unterstützte. Mitglieder der Seri-Thai-Bewegung arbeiteten für den amerikanischen Auslandsgeheimdienst OSS (Vorläufer der CIA). Einige ließen sich auch mit dem Fallschirm über Thailand abwerfen, um dort zugunsten der Alliierten zu spionieren, sabotieren und gegen die Japaner zu kämpfen.

### Regierung 1945–46
Nach Kriegsende kehrte Seni nach Thailand zurück und wurde am 17. September 1945 zum Ministerpräsidenten ernannt. Mit 40 Jahren war er der bislang jüngste Premier in der thailändischen Geschichte. Seine kurze Regierungszeit war vom Bemühen geprägt, Thailands Unabhängigkeit zu wahren. Zwar stellten sich die USA auf den Standpunkt, Thailand sei kein Kriegsgegner gewesen (da Seni die Kriegserklärung formal nicht überbracht hatte und seine Seri-Thai-Bewegung aufseiten der Alliierten gekämpft hatte). Großbritannien sah das aber anders, forderte hohe Reparationen und drohte, Thailand zu einem Protektorat zu machen. Seni setzte sich für die Verabschiedung eines Gesetzes gegen Kriegsverbrechen ein. Auf dieser Grundlage konnten mutmaßliche thailändische Kriegsverbrecher – allen voran der ehemalige Diktator Plaek Phibunsongkhram – im eigenen Land vor Gericht gestellt werden, statt sie an die Alliierten auszuliefern. Das Kriegsverbrecher-Gesetz wurde jedoch vom Obersten Gerichtshof für verfassungswidrig erklärt, weil es gegen das Rückwirkungsverbot verstieß.
Am 31. Januar 1946 löste Khuang Aphaiwong Seni als Regierungschef ab. Seni und Khuang beteiligten sich im April 1946 maßgeblich an der Gründung der konservativ-royalistischen Demokratischen Partei. Khuang wurde erster Vorsitzender und Seni Generalsekretär der Partei.
In den 1950er-Jahren spielte Seni Bass und später Posaune in der Jazzband des jungen Königs Bhumibol Adulyadej, der Saxophon und Klarinette spielte. Er schrieb die Texte zu Songs, die der König komponierte, und arrangierte die Kompositionen für Band oder Orchester.
Seni vertrat die thailändische Regierung im Verfahren zur Beilegung des Grenzstreits mit Kambodscha vor dem Internationalen Gerichtshof in Den Haag (1958–1962). Thailand unterlag jedoch und der Gerichtshof sprach den Tempel Kambodscha zu.

### Parteivorsitz und Regierung 1975–76
Als durch die Verfassung von 1968 politische Parteien wieder zugelassen wurden, übernahm Seni als Nachfolger Khuang Aphaiwongs den Vorsitz der Demokratischen Partei. Diese war in jener Zeit wichtigste Gegenspielerin der Militärjunta von Thanom Kittikachorn und Praphas Charusathien. Nach dem Wahlsieg der Demokraten im Januar 1975, wurde Seni Ministerpräsident. Seine Viel-Parteien-Koalition zerbrach jedoch bereits im März und das Parlament sprach ihm das Misstrauen aus. Anschließend bildete sein Bruder Kukrit, der die Soziale Aktionspartei führte, eine Koalitionsregierung, die bis April 1976 hielt.
Nachdem die Demokratische Partei bei Neuwahlen erneut stärkste Kraft wurde, übernahm Seni Pramoj wieder die Regierungsführung. Während seiner letzten Regierungszeit lösten Studenten der Thammasat-Universität Unruhen aus, nachdem der 1973 entmachtete und exilierte Militärdiktator Thanom Kittikachorn nach Thailand zurückgekehrt war. Die Unruhen wurden am 6. Oktober 1976 blutig niedergeschlagen (Massaker an der Thammasat-Universität). Am selben Abend unternahm das Militär unter der Führung von Admiral Sangad Chaloryu einen Staatsstreich. Nach seinem Rückzug aus dem Amt gab Seni 1979 auch den Vorsitz der Demokratischen Partei ab und zog sich ins Privatleben zurück.
Seni Pramoj starb am 28. Juli 1997 im Bangkoker General Hospital.